# Jacques Caffieri
Jacques Caffieri (1678-1755) fue un escultor francés de origen italiano que trabajó principalmente el bronce.

## Biografía
Jacques Caffieri era el quinto hijo de Philippe Caffieri (1634-1716), el fundador de esta familia de artistas. Jacques fue inscrito como maestro fundidor cincelador en 1715, la fecha de su primera obra conocida, el diseño de un manto para la Corporación fundidores y cinceladores (Fondeurs et Ciseleurs, en francés), uno de los dos gremios parisinos que supervisaban las obras proyectadas en metal, desde esculturas a gran escala de bronce dorado a piezas de mobiliario, faroles y candelabros. Como fondeurs-ciseleurs, "fundidores-cinceladores", el renombre de la familia Caffieri se ha centrado en Jacques, aunque más tarde no es fácil distinguir entre la obra de Jacques y la de su hijo Jacques hijo, el joven Philippe (1714-1777). 
Caffieri es admitido como Fondeur-ciseleur de los Edificios del Rey en 1736. Una gran parte de sus brillantes logros como diseñador y fundidor en bronce y otros metales fue ejecutados para la corona en Versalles , Fontainebleau, Marly, Compiègne, Choisy y el Château de La Muette, y la corona, siempre en deuda con él, todavía le adeudaba dinero al morir. Philippe y su hijo Jacques, sin duda, trabajaron juntos en el Appartement du Dauphin en Versalles, y aunque gran parte de su contribución ha desaparecido, las decoraciones de bronce dorado de la chimenea de mármol aún permanecen. Pertenecen a la mejor representación del estilo Rococó, vigoroso y elegante en diseño, que se ejecutó con espléndida destreza. 
Tras la muerte del anciano Philippe en 1716, Jacques continuó trabajando para la corona, pero tuvo muchos clientes privados. Desde el taller Caffiéri en la rue des Canettes salió una increíble cantidad de trabajo, principalmente en aplicaciones para muebles de bronce dorado que adornan los muebles de los mejores ebanistas de París. Pocos de sus logros fueron ordinarios, un porcentaje sorprendentemente grande de su obra es famosa. En la Colección Wallace, Londres, se conserva la commode real (inodoro) entregada por Antoine-Robert Gaudreau, ebanista del rey, en 1739 para el dormitorio de Luis XV en Versalles: está ricamente adornada con una serie integrada de apliques en el mueble, los frentes del cajón y una composición única en la que los mangos están totalmente integrados. Debe haber sido el resultado de una estrecha cooperación entre Caffieri y Gaudreau, quien fue el responsable de la carcasa chapeada. En 1747 Caffieri suministró monturas de bronce dorado para la chimenea de mármol en el dormitorio del delfín en Versalles. Caffieri también produjo las cajas de reloj de bronce dorado, los dos de la chimenea y el de pared sobre soporte haciendo conjunto en un diseño unificado. Un inventario detallado del taller Caffiéri hizo en 1747 permitió a los investigadores identificar algunas cajas de reloj sin firmar del taller: un reloj cartel plenamente rococó, con un mecanismo de Julien Le Roy se encuentra en el Museo Getty: está inscrito por Caffiery en un cartucho debajo de la esfera.
En 1740, la esposa de Caffiéri compró un privilegio real, lo que permitió el taller Caffiéri dorar el bronce, así como fundirlo en el mismo taller; normalmente los procesos se dividían entre dos corporaciones parisinas, celosos de sus jurisdicciones, los fundidores cinceladores y los cinceladores doradores. 
Su firma incisa en el bronce dorado mantuvo su nombre vivo en el siglo XIX, y le brindó una entrada en la Enciclopedia Británica de 1911, aunque el estilo Rococó extremo del que era un consumado maestro puso su obra al descubierto de los comentarios de desaprobación. Dos monumentales candelabros de bronce dorado en la Colección Wallace, Londres, llevan su firma; uno de ellas fue un regalo de boda de Luis XV a Luisa Isabel de Francia en 1739, y el otro está firmado y fechado en 1751. El famoso reloj astronómico hecho por C.-S. Passement y Dauthiau de Luis XV, 1749-1753, se encuentra en una caja rococó firmada por Caffieri. Otro reloj, con un mecanismo de Balthasar Martinot en una caja de bronce dorado de estilo rococó extremo, pertenece al duque de Buccleuch, en Boughton House. Un par de morillos firmado y fechado en 1752 se encuentra en el Museo de Arte de Cleveland. Dos grandes espejos con marcos de bronce dorado de Caffieri, diseño de Ange-Jacques Gabriel, fueron entregados como un regalo para el sultán de Turquía, el precio fue de unas sorprendentes 24,982 libras.
Hizo una gran cruz y seis candeleros para el altar mayor de Notre Dame de París, desaparecieron en la Revolución Francesa, pero un trabajo similar para la catedral de Bayeux todavía existe. Un maravilloso conjunto inodoro esmaltado realizado para la Princesa de Asturias también ha desaparecido.
Pocos retratos en busto realizados por Jacques Caffiéri existen, destacan el del barón de Besenval (1737) y el de su hijo (1735) (Watson, 1966).

## Familia
Jacques Caffiéri se unió en el taller con su hijo, el joven Philippe Caffiéri (1714-1774), quien también fue recibido como un maestro-fundidor cincelador y que a veces firmaba sus trabajos independientes, especialmente después de la muerte de su padre en 1755, P.CAFFIERI. El estilo del joven Philippe fue modificado gradualmente por el nuevo gusto por el Neoclasicismo . Como su padre, sacó grandes sumas de dinero de la corona, por lo general después de dar muchos años de crédito, mientras que muchos otros años necesitaron sus herederos para entrar en el saldo de la deuda real.
El hermano menor de Philippe, Jean-Jacques Caffieri (1725-1792), fue escultor, nombrado escultor del Rey de Luis XV y más tarde alojado en las Galerías del Louvre. Diseñó la sutil rampa de escalera que todavía adorna el Palais Royal. Es conocido por sus bustos en terracota o mármol: el busto de Madame du Barry se encuentra en el Museo del Hermitage, San Petersburgo. Se hizo un nombre con sus bustos de Pierre Corneille y Jean Racine para el vestíbulo de la Comédie Française.